# Erich Fuchs
Pour les articles homonymes, voir Fuchs.
Erich Fuchs (né le 9 avril 1902 à Berlin ; décédé le 25 juillet 1980 à Coblence) est un Scharführer-SS allemand qui prend part à l’aktion T4 et est chargé de la mise en place des installations de gazage dans le cadre de l’aktion Reinhardt.

## Biographie
Erich Fuchs, fils d’un inspecteur d’usines, mène à bien après avoir terminé l’école primaire une formation de mécanicien automobile et réussit en 1928 son examen de maître mécanicien pour véhicules à moteur. À l’instar de son père, un fonctionnaire militant actif du SPD, il est également membre du SPD de 1927 à 1933. En 1934 il entre au NSDAP et à la SA avant de rejoindre par la suite la SS. Jusqu’en 1935 il travaille pour divers employeurs en tant que chauffeur, jusqu’à ce qu’il obtienne un emploi de chauffeur auprès du secours populaire national-socialiste. Au début de la guerre il travaille pour la Luftahrthandelsgesellschaft, une organisation annexe du Ministère de l'Air du Reich, et plus tard il travaille encore en tant que chauffeur salarié pour diverses entreprises.

## Aktion T4 et Aktion Reinhard
Au cours de l’année 1940 Fuchs est engagé par l’Aktion T4 en tant que chauffeur de Irmfried Eberl ainsi que comme chauffeur de remplacement. Il est ensuite affecté au centre d’euthanasie de Brandebourg. Lorsque le centre est transformé en camp de concentration, il est attaché au centre de Bernburg. Il est ensuite transféré à l’opération Reinhardt en même temps que dix autres membres du personnel de l’Aktion T4 de Bernburg et se trouve début janvier 1942 sous le commandement de Christian Wirth au camp d’extermination de Belzec. Ces hommes constituent la première garnison du camp. Au cours de ses six semaines de séjour sur place Fuchs utilise ses connaissances techniques pour la mise en place des installations de gazage à Belzec. En compagnie d’Erich Bauer, il installe en avril 1942 au camp d’extermination de Sobibor un moteur de tank russe en provenance de Lviv en vue du gazage au monoxyde de carbone des victimes juives. Fuchs, qui instruisait Bauer sur la façon d’utiliser l’installation de gazage, est responsable d’un test de gazage portant sur trente femmes juives et ensuite du gazage de personnes débarquées d’au moins trois transports. Il est également chargé en compagnie de Bauer de l’installation du système de gazage du camp d'extermination de Treblinka. Fuchs et Bauer furent les « maîtres du gazage » de l’opération Reinhardt. Fin 1942 Fuchs est réaffecté à Bernburg et à partir de décembre 1942 au centre psychiatrique de Nordbaden. Après quelques tentatives infructueuses, il parvient grâce à l’intervention d’une connaissance, à quitter l’Aktion T4.

## Février 1943 – Mai 1945
Au printemps 1943 il est employé à Riga comme chauffeur de la société pétrolière de l’Ostland et y reste jusqu’à l’évacuation de la ville en septembre 1944. Il est ensuite affecté à une compagnie de chasseurs de chars de la Waffen-SS et gravement blessé lors d’un bombardement de Hamelin. À la fin de la guerre il se trouve dans un hôpital militaire de Magdebourg.

## Après-guerre
Après la cessation des hostilités, il se retrouve prisonnier de guerre des Russes durant quatre semaines et ensuite sous contrôle américain en Allemagne de l’Ouest. L’armée britannique l’emploie comme chauffeur et mécanicien à Bergen-Belsen jusqu’en 1946. Par la suite il fut occupé à des emplois d'ouvrier agricole, de conducteur de poids lourds, de mécanicien et de vendeur de voitures. Il travaille ensuite à la TÜV de Coblence qu’il quitte toutefois en 1962 pour raisons de santé. Il prend sa pension à cette époque. Fuchs aurait été marié à quatre reprises. Il a divorcé deux fois alors que ses deux autres épouses sont décédées.

## Procès de Belzec et procès de Sobibor
Lors du procès de Belzec, il comparaît à partir d’août 1963 devant le Landgericht de Munich avec sept co-accusés. Il est acquitté parce qu’il peut convaincre le tribunal qu’il avait pensé avoir agi en « état de nécessité », à savoir qu’il avait agi par peur de Christian Wirth et aurait craint pour son intégrité physique. Auparavant il est mis en examen dans le cadre du procès de Sobibor et condamné à quatre années de détention en raison de son assistance dans le meurtre d’au moins 79 000 personnes. Cet arrêt est confirmé en mars 1971 par la Cour fédérale. Fuchs décède en 1980 à Coblence.

## Citation
« Wirth nous avait dit qu’à Belzec « tous les juifs devaient être tués ». C’est à cette fin que les baraquements furent transformés en chambres à gaz. J’ai installé des pommeaux de douche dans les chambres à gaz. Ils n’étaient pas reliés à une canalisation d’eau car ils avaient pour but de dissimuler l’usage des chambres à gaz. On expliquait aux juifs qu’ils allaient être lavés et désinfectés ».